# Alloiopteris
Alloiopteris ist eine Gattung aus der Ordnung der urtümlichen Farne, Zygopteridales. 

## Merkmale
In der Gattung Alloiopteris werden Fossilien von sterilen Blättern zusammengefasst. Die Arten besitzen alle Fiedern, deren Fiederblättchen an der Basis herablaufend sind und die deutliche apikale Lappen oder Zähne besitzen. Aus der Caseyville-Formation aus dem unteren Pennsylvanium von Illinois sind Fossilien mit innerer Anatomie erhalten. Deren Merkmale weisen auf eine Verbindung mit Zygopteris hin. 
Das Leitbündel der primären Fieder besitzt eine Schmetterlingsform im Querschnitt, während die Leitbündel der Fiederblättchen kreisrund sind. 
Alloiopteris sternbergii wurde auch an Blatteinheiten von Etapteris gefunden. Dass Etapteris verschiedene Blattformen besitzt, zeigt die Schwierigkeit auf, viele der paläozoischen Farne allein aufgrund ihrer Blattstiel-Anatomie zu charakterisieren.

## Systematik und Verbreitung
Alloiopteris wird in die Ordnung Zygopteridales gestellt. Sie umfasst rund 10 Arten.

## Belege
- Thomas N. Taylor, Edith L. Taylor, Michael Krings: Paleobotany. The Biology and Evolution of Fossil Plants. Second Edition, Academic Press 2009, ISBN 978-0-12-373972-8, S. 414.